# Deutsche Meisterschaften der Fahrradkuriere
Die Deutschen Meisterschaften der Fahrradkuriere (kurz DMFK) – auch German Cycle Messenger Championships (GCMC) oder Deutsche Kurier-Meisterschaften (DKM) – sind die inoffiziellen Meisterschaften für Fahrradkuriere in Deutschland.
1995 gab es die erste Fahrradkurier-Meisterschaft in Münster als Reaktion auf die euphorische Begeisterung in Berlin 1993 und London 1994, wo die ersten Fahrradkurier-Weltmeisterschaften stattfanden.
1996 hätte die zweite deutsche Meisterschaft der Fahrradkuriere in Hamburg stattfinden sollen. Jedoch wurde daraus die erste europäische Fahrradkurier-Meisterschaft. Dies war vor allem der regen Anmeldung niederländischer und dänischer Kuriere zu verdanken. 
Erst 2001 fanden wieder nationale Wettkämpfe in Deutschland statt. In Wiesbaden belebte UKW diese Tradition und seitdem finden die Austragungen statt. 2013 fand in Freiburg im Breisgau die deutsche Meisterschaft zusammen mit der österreichischen (OERM) und der Schweizer (SuiCMC) Meisterschaft statt. Ausgetragen wurde dies als trinationaler Wettbewerb, kurz TriCMC.
Ein historischer Vorgänger dieser Championships ist die „Meisterschaft der Zeitungsfahrer“, die von 1920 bis in die 1950er Jahre hinein in Berlin von Fredy Budzinski organisiert wurde.

## Austragungen
| Jahr | Ort | ausgetragen von                                                                                           |
| ---- | --- | --- |
| 1995 | Münster                                                                                                   | MTB Velo Messenger Service W. Golombek/U. von Mach                                                        |
| 2001 | Wiesbaden                                                                                                 | Unabhängige Kuriere Wiesbaden, jetzt Expressenger Wiesbaden                                               |
| 2002 | Kassel | City Express Kassel                                                                                       |
| 2003 | Dresden                                                                                                   | Im Nu |
| 2004 | ausgefallen                                                                                               | ausgefallen                                                                                               |
| 2005 | Berlin | Kuriergemeinschaft Berlin                                                                                 |
| 2006 | Köln | Bike Syndikat/Rapido                                                                                      |
| 2007 | Frankfurt am Main                                                                                         | Frankfurt’s Finest Messengers e. V.                                                                       |
| 2008 | Zittau | |
| 2009 | Lörrach                                                                                                   | Messenger Event Organisation (MEO) Basel (GCMC gemeinsam mit SuiCMC & FrenchCMC als TriCMC ausgetragen)   |
| 2010 | Potsdam                                                                                                   | |
| 2011 | Bremen | Kuriersport Bremen e. V.                                                                                  |
| 2012 | Leipzig                                                                                                   | Concorde und Speedline                                                                                    |
| 2013 | Freiburg im Breisgau                                                                                      | FKK-Freiburg e. V.                                                                                        |
| 2014 | Düsseldorf                                                                                                | Rotrunner                                                                                                 |
| 2015 | St. Gallen                                                                                                | ? (gemeinsame deutsch-schweizer Meisterschaft)                                                            |
| 2016 | ausgefallen (Frankfurt)                                                                                   | Frankfurts Finest Messengers (Ersatzevent Dolce Megafun)                                                  |
| 2017 | Karlsruhe                                                                                                 | Kollektiv Kirschgrün                                                                                      |
| 2018 | Greifswald                                                                                                | Hochschulsportgemeinschaft Universität Greifswald e.V.                                                    |
| 2019 | Duisburg                                                                                                  | Pony Syndikat e.V.                                                                                        |
| 2020 | Die geplante DMFK in Freiburg wurde 2020 und 2021 aufgrund der COVID-19-Pandemie in Deutschland abgesagt. | Die geplante DMFK in Freiburg wurde 2020 und 2021 aufgrund der COVID-19-Pandemie in Deutschland abgesagt. |
| 2021 | Die geplante DMFK in Freiburg wurde 2020 und 2021 aufgrund der COVID-19-Pandemie in Deutschland abgesagt. | Die geplante DMFK in Freiburg wurde 2020 und 2021 aufgrund der COVID-19-Pandemie in Deutschland abgesagt. |
| 2022 | Freiburg im Breisgau                                                                                      | Fahrrad und Kurier Kumpel Freiburg e.V. (FKK Freiburg)                                                    |
| 2023 | Berlin | Fahrwerk/Crow                                                                                             |
| 2024 | Köln | Pony Syndikat e.V.                                                                                        |
| 2025 | Hannover                                                                                                  | Maikätzchen e.V.                                                                                          |
| 2026 | München                                                                                                   | |